# Arnaldo Schulz
Arnaldo Schulz ComTE • GCC • CvA • OA • ComA • ComIP (Prado, Pedreira, Tomar, 6 de abril de 1910 — 17 de julho de 1993) foi um oficial do Exército Português que, entre outras funções, foi Ministro do Interior durante o governo de Salazar (de 1958 a 1961) e Governador da Guiné Portuguesa (de 1964 a 1968).

## Biografia
Tirou o curso de Infantaria na Escola do Exército (1930-1933) e foi promovido a Alferes em 1934.
Em 1937 fez parte da Missão Militar de Observação à Guerra Civil de Espanha.
Fez o curso de Estado Maior no Instituto de Altos Estudos Militares, onde viria a ser professor e finalmente Director. Foi ainda Director do Centro de Instrução da Milícia da Mocidade Portuguesa. A 8 de Fevereiro de 1943 foi feito Cavaleiro da Ordem Militar de Avis, a 6 de Novembro de 1944 foi elevado a Oficial da mesma Ordem, a 15 de Abril de 1950 foi elevado a Comendador da mesma Ordem e a 22 de Julho de 1958 foi feito Comendador da Ordem da Instrução Pública.
Era Tenente-Coronel quando foi nomeado Ministro do Interior em 27 de Novembro de 1958, exercendo aquele cargo até 3 de Maio de 1961. A 15 de Maio de 1961 foi agraciado com a Grã-Cruz da Ordem Militar de Cristo.
Quando deixou as funções ministeriais foi nomeado coronel comandante do Regimento de Infantaria n.º 7 (1962). Em 1963 foi promovido a brigadeiro e transferido para o norte de Angola por uns meses, já no contexto da Guerra Colonial Portuguesa, onde exerceu as funções de comandante do sector de Ambrizete até ser convidado para Governador da Guiné.
No ano seguinte foi nomeado Governador da Guiné Portuguesa e Comandante-Chefe das Forças Armadas Portuguesas naquele território, em substituição do comandante Vasco Rodrigues e do brigadeiro Fernando Louro de Sousa, foi nomeado para os cargos a 4 de Maio, confirmado pelo Conselho de Ministros a 8 de Maio e chegado a Bissau a 20 de Maio de 1964. Esta solução de acumulação do cargo de governador e comandante-chefe foi única nos três teatros de operações da Guerra Colonial Portuguesa (excepto no período em que o general Costa Almeida desempenhou as mesmas funções em Moçambique), manter-se-ia até ao final da guerra.
Durante o seu mandato, em 1965, deu-se o alastramento da guerra ao Leste da Guiné (Pirada, Canquelifá, Beli) e o desenvolvimento das acções no «chão» manjaco (Jolmete e Pelundo). Também naquele ano o PAIGC realizou as suas primeiras acções militares na fronteira norte, na região de São Domingos, onde até aí apenas actuava a FLING, que então já lutava com grandes dificuldades por a OUA ter decidido canalizar o seu apoio para o PAIGC.
Foi promovido a general em 1965. Em Setembro de 1965 esteve em Lisboa, afirmando então que a Guiné jamais deixará de ser portuguesa. Permaneceu naqueles cargos até 1968, vindo a ser substituído pelo então brigadeiro António de Spínola. A 18 de Março de 1968 foi feito Comendador da Ordem Militar da Torre e Espada, do Valor, Lealdade e Mérito.
De regresso a Lisboa, foi nomeado director do Instituto de Altos Estudos Militares (1969), vogal do Conselho Ultramarino (1969), vogal da Chancelaria da Ordem Militar da Torre e Espada, do Valor, Lealdade e Mérito e presidente da Comissão Central Administrativa da Liga dos Combatentes. Passou à situação de reserva em 1974, logo depois da Revolução de 25 de Abril, por despacho da Junta de Salvação Nacional, quando foi também demitido das funções de presidente da Liga dos Combatentes.